# Hongyan (socken i Kina, Sichuan, lat 26,85, long 102,72)
Hongyan (kinesiska: 红岩乡, 红岩) är en socken i Kina. Den ligger i provinsen Sichuan, i den sydvästra delen av landet, omkring 440 kilometer söder om provinshuvudstaden Chengdu.
Genomsnittlig årsnederbörd är 1 047 millimeter. Den regnigaste månaden är juli, med i genomsnitt 266 mm nederbörd, och den torraste är januari, med 4 mm nederbörd.